# Elecciones presidenciales de Portugal de 1980

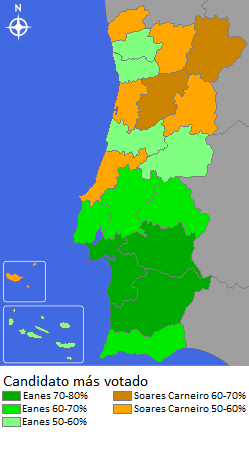
Resultados de las elecciones presidenciales de 1980 por circunscripción.

Las segundas elecciones presidenciales portuguesas después de la Revolución de los Claveles tuvieron lugar el 7 de diciembre de 1980.
El presidente en funciones, António Ramalho Eanes, contó con el apoyo de la mayoría de los socialistas (a pesar de la objeción de su secretario general, Mário Soares) y de los comunistas, cuyo candidato renunció a su propia candidatura, en la víspera de las elecciones, en favor de Ramalho Eanes. El PCTP-MRPP también dio su pleno apoyo al general Eanes, así como la ASDI y el MDP/CDE.
Su principal oponente fue el general Soares Carneiro, que contó con el apoyo de la Alianza Democrática (formada por el PPD-PSD, el CDS y el PPM, y dirigida por el entonces primer ministro Francisco Sá Carneiro). Tres días antes de las elecciones, el 4 de diciembre, cuando iba a un mitin en Oporto, el avión en el que viajaba Sá Carneiro y su ministro de Defensa Amaro da Costa se estrelló en Camarate, unos segundos después de despegar del aeropuerto de Lisboa y todos sus ocupantes murieron en el accidente.
A pesar de las manifestaciones de dolor expresadas por una gran parte de la población portuguesa, la fecha de la elección presidencial se mantuvo sin cambios. Aunque muchos analistas políticos pensaban que la muerte de Sá Carneiro podía revertir la tendencia de una gran victoria de Eanes, que condujera, al menos, a la celebración de una segunda vuelta, eso no sucedió y Ramalho Eanes fue reelegido para un segundo mandato, con un 16% de los votos más que su principal oponente.
A diferencia de la primera elección presidencial, hubo una clara división en el país: Eanes consiguió más votos en los distritos del sur del país, mientras que Soares Carneiro obtuvo la mayoría de los votos en los distritos del norte interior, así como en Madeira y en los distritos de Leiría, Aveiro y Viana do Castelo.

## Resultados
| Elecciones Presidenciales de Portugal del 7 de diciembre de 1980 Presidente Escrutinio definitivo Fuentes: |

| Partidos                                                 | Candidatos                | Votos     | %      |
| -------------------------------------------------------- | ------------------------- | --------- | ------ |
| Independiente apoyado por: PS PCP PCTP-MRPP ASDI MDP/CDE | António Ramalho Eanes     | 3.262.520 | 56,44% |
| Independiente apoyado por: Alianza Democrática           | António Soares Carneiro   | 2.325.481 | 40,23% |
| FUP, apoyado por: UDP PSR                                | Otelo Saraiva de Carvalho | 85.896    | 1,49%  |
| Independiente                                            | Carlos Galvão de Melo     | 48.468    | 0,84%  |
| Independiente                                            | António Pires Veloso      | 45.132    | 0,78%  |
| POUS                                                     | António Aires Rodrigues   | 12.745    | 0,22%  |
|                                                          |                           |           |        |
| Votos positivos                                          | Votos positivos           | 5.780.242 | 98,97% |
|                                                          |                           |           |        |
| Votos en blanco                                          | Votos en blanco           | 44.014    | 0,75%  |
| Votos nulos                                              | Votos nulos               | 17.076    | 0,28%  |
|                                                          |                           |           |        |
| Total votantes (84,39%)                                  | Total votantes (84,39%)   | 5.840.332 | 100%   |
| Electores habilitados                                    | Electores habilitados     | 6.920.869 |        |

## Resultados por circunscripciones electorales
|                           | %             | %               | %                         | %                                               |
| Circunscripción electoral | Ramalho Eanes | Soares Carneiro | Otelo Saraiva de Carvalho | Galvão de Melo + Pires Veloso + Aires Rodrigues |
| ------------------------- | ------------- | --------------- | ------------------------- | ----------------------------------------------- |
| Azores                    | 57,2          | 40,3            | 0,6                       | 1,9                                             |
| Aveiro                    | 46,1          | 50,6            | 0,8                       | 2,5                                             |
| Beja                      | 74,5          | 20,7            | 2,7                       | 2,1                                             |
| Braga                     | 52,1          | 45,1            | 0,9                       | 1,8                                             |
| Braganza                  | 36,2          | 60,7            | 0,7                       | 2,4                                             |
| Castelo Branco            | 55,1          | 41,9            | 1,0                       | 2,0                                             |
| Coímbra                   | 57,0          | 39,8            | 1,2                       | 1,9                                             |
| Évora                     | 70,4          | 25,7            | 2,4                       | 1,6                                             |
| Faro                      | 64,9          | 30,9            | 1,8                       | 2,3                                             |
| Guarda                    | 40,4          | 56,7            | 0,7                       | 2,2                                             |
| Leiría                    | 45,3          | 51,3            | 1,3                       | 2,1                                             |
| Lisboa                    | 60,7          | 35,9            | 1,9                       | 1,5                                             |
| Madeira                   | 44,3          | 51,1            | 2,1                       | 2,5                                             |
| Portalegre                | 68,6          | 28,8            | 1,0                       | 1,7                                             |
| Oporto                    | 57,9          | 39,3            | 1,1                       | 1,7                                             |
| Santarém                  | 61,4          | 35,3            | 1,4                       | 1,9                                             |
| Setúbal                   | 74,7          | 20,5            | 3,4                       | 1,3                                             |
| Viana do Castelo          | 44,8          | 52,5            | 0,8                       | 1,9                                             |
| Vila Real                 | 39,1          | 58,3            | 0,7                       | 1,9                                             |
| Viseu                     | 36,0          | 60,6            | 0,8                       | 2,5                                             |
| Total                     | 56,44         | 40,23           | 1,49                      | 1,84                                            |

Fuentes: 